# Злоцкий Георгиевский монастырь
Злоцкий (Злотевский) Георгиевский монастырь (Монастырь Злоць; рум. Mănăstirea Zloți) — мужской монастырь Кагульской и Комратской епархии Русской православной церкви близ железнодорожной станции Злоць Чимишлийского района Молдавии.

## История
Злоцкий монастырь основан в 1941 году по инициативе местных жителей Илариона Чобану и Автонома Кэйнеряну и по благословлению митрополита Кишинёвского Ефрема (Тигиняну). Основателями обители являлись иеромонах Серафим (Дабиже) из Сурученского Георгиевского монастыря и иеромонах Григорий из Ново-Нямецкого Вознесенского монастыря. В 1942 году патриарх Румынский Никодим помог строительству черепицей и другими строительными материалами. Престол монастырского храма освящён в 1942 году во имя святого великомученика Георгия Победоносца. В мае 1943 году закончено строительство келейного корпуса. Летом 1943 года в монастыре было 4 монаха и 6 послушников, в 1945 году — 15 насельников, во владении было 50 гектаров земли.
В 1947 году иеромонах Серафим (Дабиже) арестован советскими властями, а настоятелем стал иеромонах Варнава (Барбас). В 1949 году обитель закрыта властями. Здание церкви превратили в конюшню, а кельи — в склад. В 1970 году монастырский комплекс полностью разрушен, а камень использован при строительстве железной дороги.
В марте 1995 года началось возрождение обители, которое возглавлял архимандрит Товия (Бобок). Обитель возрождалась как скит Ново-Нямецкого монастыря и подчинялась епископу Бендерскому Викентию (Морарю). Поскольку все здания старого монастыря были разрушены, братия проживала в железнодорожном вагоне, который одновременно служил как временная церковь, трапезная, кельи и склад. 1 сентября 1995 года в скиту проживало 7 монахов и 4 послушника. В 1996 году наместник Ново-Нямецкого монастыря архимандрит Доримедонт (Чекан) заложил новый Георгиевский храм. В том же году построен келейный корпус, в 1997 году — покои настоятеля и трапезная, в 1998 году — часовня в честь иконы Божией Матери «Всех Скорбящих Радость». 9 июня 1998 года решением Священного синода РПЦ Злоцкий скит преобразован в монастырь. На Рождество 2005 года в новом Георгиевском храме была отслужена первая литургия. В 2008 году в монастыре проживало 7 монахов и 5 послушников.